# داريل سامسون
داريل سامسون هو لاعب كرة قدم كندي في مركز الوسط، ولد في 25 أغسطس 1952 في كندا. شارك مع منتخب كندا لكرة القدم. أما مع النوادي، فقد لعب مع فانكوفر وايتكابس (1974–1984).

## وصلات خارجية
- داريل سامسون على موقع ناشيونال فوتبول تيمز (الإنجليزية)